# Superliga de Turquía 2007-08
La Superliga de Turquía 2007-08 (Turkcell Süper Lig por razones de patrocinio)  fue la 50.ª edición de la primera división del fútbol en Turquía.

## Tabla de posiciones
|  | Tercera ronda previa de la Liga de Campeones de la UEFA 2008-09 |
|  | Segunda ronda previa de la Liga de Campeones de la UEFA 2008-09 |
|  | Primera ronda de la Copa de la UEFA 2008-09                     |
|  | Segunda ronda previa de la Copa de la UEFA 2008-09              |
|  | Segunda ronda de la Copa Intertoto de la UEFA 2008              |
|  | Descenso a la TFF Primera División                              |

|                                     |
| Campeón Galatasaray SK 17.mo título |

## Goleadores
| Jugador              | Equipo                                        | Goles |
| -------------------- | --------------------------------------------- | ----- |
| Semih Şentürk        | Fenerbahçe                                    | 17    |
| Alex                 | Fenerbahçe                                    | 16    |
| Filip Hološko        | Vestel Manisaspor / Beşiktaş                  | 15    |
| Antonio de Nigris    | Gaziantepspor / Ankaraspor                    | 14    |
| Mehmet Yıldız        | Sivasspor                                     | 14    |
| Umut Bulut           | Trabzonspor                                   | 14    |
| Necati Ateş          | Ankaraspor / İstanbul Büyükşehir Belediyespor | 11    |
| Ümit Karan           | Galatasaray                                   | 11    |
| Gökdeniz Karadeniz   | Trabzonspor                                   | 11    |
| Gökhan Ünal          | Kayserispor                                   | 11    |
| Mateja Kežman        | Fenerbahçe                                    | 11    |
| Shabani Nonda        | Galatasaray                                   | 11    |
| Hakan Şükür          | Galatasaray                                   | 11    |
| Deivid               | Fenerbahçe                                    | 11    |
| Mohamed Ali Kurtuluş | Sivasspor                                     | 10    |